# Pays de Born

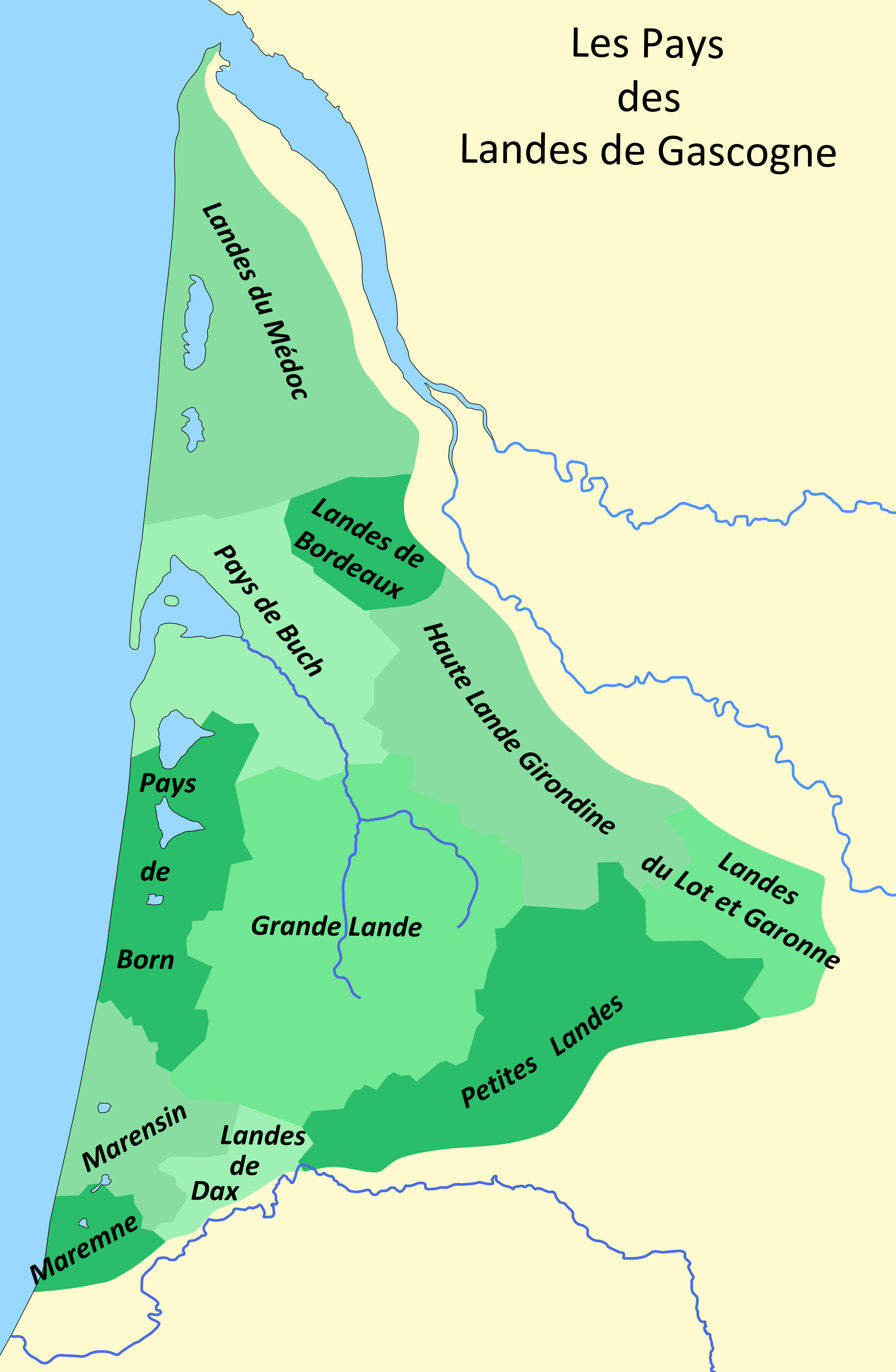
Gliederung der Landes de Gascogne

Pays de Born (okzitanisch Lo País de Bòrn) ist eine kleine Küstenregion an der Atlantikküste im Département Landes, einem Département im Südwesten Frankreichs in der Region Nouvelle-Aquitaine. Sie umfasst über 19 Gemeinden. Die wichtigsten Städte der Region sind die Küstenstädte Biscarrosse und Mimizan.

## Geschichte
Die Entstehung des als „Pays de Born“ bezeichneten Gebietes geht vermutlich auf eine Neuordnung des Herzogtums Gascogne zurück. In der Römerzeit gehörte es zur Provinz „Gallia Aquitana“. Die Region lag dabei an der nordwestlichen Grenze der Provinz „Aquitania propria“, weitab von Zentren wie Dax oder Eauze. Trotz der Nähe zur Stadt Bordeaux gab es im „Pays de Born“ eine andere ethnische Zusammensetzung der Bevölkerung, diese waren keine Kelten. Die Menschen dieser Region unterschieden sich durch eigenständige Sprachen, Sitten und Traditionen. Sie zählen daher eher zu den Vorfahren der Nordbasken und Gasconen.
Etymologie: Wahrscheinlich leitet sich der Name Pays de Born aus der gaskognischen Sprache ab: dort bòrna „Grenze“, abgeleitet aus dem Vulgärlatein: bodina / botina „Baumgrenze“.
| Städte und Gemeinden                                                         | Städte und Gemeinden                                                                                          | Städte und Gemeinden                                                   | Seen |
| ---------------------------------------------------------------------------- | --- | ---------------------------------------------------------------------- | --- |
| - Aureilhan - Bias - Biscarrosse - Essource - Gastes - Levignacq - Liposthey | - Lue - Mezos - Mimizan - Onesse und Lahaire - Parentis-en-Born - Pontenx-les-Forges - Sainte-Eulalie-en-Born | - Saint-Julien-en-Born - Saint-Paul-en-Born - Sanguinet - Uza - Ychoux | - Lac de Cazaux et de Sanguinet - Lac de Biscarrosse et de Parentis - Lac d’Aureilhan - Petit Etang de Biscarrosse |

## Tourismus
Das Gebiet liegt an der Côte d’Argent und bietet mit seinen Sandstränden und Küstendünen viele Möglichkeiten zum Baden und zum Betreiben von Wassersport, wie Segeln oder Surfen auf den Atlantikwellen. Zudem gibt es ausgedehnte Wälder neben Heidelandschaften, Getreidefeldern und Obstplantagen sowie große fischreiche See und Teiche.